# Régions du Maroc

Carte des actuelles régions du Maroc

Au Maroc, la région est une collectivité territoriale de droit public dotée de la personnalité morale et de l'autonomie administrative et financière étendue.
Elle constitue l'un des niveaux de l'organisation territoriale décentralisée du Royaume, fondée sur une régionalisation avancée.
Le Maroc comprend 12 régions ; elles se divisent en 62 provinces et 13 préfectures. Parmi ces 12 régions, une se trouve entièrement sur le territoire non autonome du Sahara occidental, et deux partiellement.

## Histoire

### De 1959 à 1997
Engagée dès les premières années de l'indépendance, la décentralisation renvoyait à trois niveaux de collectivités territoriales depuis le dahir no 1-59-351 du 1er joumada II 1379 (2 décembre 1959)[pertinence contestée], relatif à la division territoriale du Royaume : les régions, les préfectures (issues des anciens départements) et les communes.
Divers redécoupages ont eu lieu pour tenir compte de l'évolution de la population, et aux préfectures divisant les régions se sont ajoutées les provinces.

### De 1997 à 2015
La loi no 47-96 de 1997 relative à l'organisation de la région a réduit son rôle au seul plan administratif pour transférer les compétences des 16 régions aux wilayas traditionnelles acquérant le statut de collectivité territoriale en lieu et place de la région.
Le décret no 2-09-319 du 11 juin 2009 a encore modifié le schéma en déclarant : « Le Royaume est divisé en dix-sept (17) wilayas groupant soixante-deux (62) provinces, treize (13) préfectures et huit (8) préfectures d’arrondissements, ainsi qu’en communes urbaines et rurales. » La région Tanger-Tétouan a regroupé deux wilayas.

Carte des anciennes régions du Maroc

Sauf mention contraire, chaque région correspond à une wilaya.
Les numéros de la liste ordonnée sont ceux figurant sur la carte ; sont indiquées également entre parenthèses les codes ISO 3166-2 correspondants (toujours à deux chiffres) :
1. Chaouia-Ouardigha (6)
2. Doukkala-Abda (11)
3. Fès-Boulemane (14)
4. Gharb-Chrarda-Beni Hssen (5)
5. Grand Casablanca (9)
6. Guelmim-Es Semara (3)
7. Laâyoune-Boujdour-Sakia el Hamra (2)
8. Marrakech-Tensift-Al Haouz (7)
9. Meknès-Tafilalet (13)
10. L'Oriental (8)
11. Oued ed Dahab-Lagouira (1)
12. Rabat-Salé-Zemmour-Zaër (10)
13. Souss-Massa (4)
14. Tadla-Azilal (12)
15. Tanger-Tétouan (16)
  1. Wilaya de Tanger
  2. Wilaya de Tétouan
16. Taza-Al Hoceïma-Taounate (15)

### Depuis 2015
La Constitution marocaine de 2011 a érigé la région en qualité de personne morale distincte de l'État, disposant d'un pouvoir réglementaire pour l’exercice de leurs attributions.
En 2015, le Maroc se dote d’un nouveau découpage territorial, annoncé par le projet de régionalisation avancée de 2011.

## La région en tant que subdivision administrative
L'article 3 de la loi organique no 111-14 relative aux régions dispose que la région constitue l'une des subdivisons territoriales du royaume.

### Régions du Maroc actuelles
Cette liste comprend la liste des régions, après l'entrée en vigueur du nouveau découpage régional de 2015,.
| Code géographique | Nom de la région          | Chef-lieu                        | Subdivisions                       | Subdivisions       | Population 2014    | Population 2014 | Superficie | Superficie | Densité (en hab./km2) |
| Code géographique | Nom de la région          | Chef-lieu                        | Nombre de provinces et préfectures | Nombre de communes | Nombre d'habitants | %               | (en km2)   | %          | Densité (en hab./km2) |
| ----------------- | ------------------------- | -------------------------------- | ---------------------------------- | ------------------ | ------------------ | --------------- | ---------- | ---------- | --------------------- |
| 1                 | Tanger-Tétouan-Al Hoceïma | préfecture de Tanger-Assilah     | 8                                  | 149                | 3 540 012          | 10.53           | 17 262     | 2,43       | 205.07                |
| 2                 | L'Oriental                | préfecture d'Oujda-Angad         | 8                                  | 147                | 2 302 182          | 6.84            | 90 127     | 12,60      | 25.54                 |
| 3                 | Fès-Meknès                | préfecture de Fès                | 9                                  | 194                | 4 216 957          | 12.54           | 40 075     | 5,64       | 105,22                |
| 4                 | Rabat-Salé-Kénitra        | préfecture de Rabat              | 7                                  | 114                | 4 552 585          | 13,54           | 18 194     | 2,56       | 250.22                |
| 5                 | Béni Mellal-Khénifra      | province de Béni-Mellal          | 5                                  | 164                | 2 512 375          | 7,47            | 41 033     | 5,77       | 61,22                 |
| 6                 | Casablanca-Settat         | préfecture de Casablanca         | 9                                  | 153                | 6 826 773          | 20,31           | 19 448     | 2,74       | 351.02                |
| 7                 | Marrakech-Safi            | préfecture de Marrakech          | 8                                  | 251                | 4 504 767          | 13,4            | 39 167     | 5,51       | 115,01                |
| 8                 | Drâa-Tafilalet            | province d'Errachidia            | 5                                  | 109                | 1 627 269          | 4,84            | 115 592    | 18,59      | 14.07                 |
| 9                 | Souss-Massa               | préfecture d'Agadir Ida-Outanane | 6                                  | 175                | 2 657 906          | 7,9             | 53 789     | 7,57       | 49,41                 |
| 10                | Guelmim-Oued Noun         | province de Guelmim              | 4                                  | 53                 | 414 489            | 1,23            | 46 108     | 6,49       | 8.98                  |
| 11                | Laâyoune-Sakia El Hamra   | province de Laâyoune             | 4                                  | 20                 | 340 748            | 1.01            | 140 018    | 19,7       | 2,43                  |
| 12                | Dakhla-Oued Ed-Dahab      | province d'Oued Ed-Dahab         | 2                                  | 13                 | 114 021            | 0,33            | 130 898    | 18,41      | 0.87                  |
|                   |                           | Total                            | 75                                 | 1503               | 33 610 084         | 100             | 710 850    | 100        | 47,28                 |

### Circonscriptions administratives infra-régionales
| Région                      | Préfectures et Provinces          |
| --------------------------- | --------------------------------- |
| Tanger-Tétouan-Al Hoceïma   | Préfecture de Tanger-Assilah      |
| Tanger-Tétouan-Al Hoceïma   | Préfecture de M'diq-Fnideq        |
| Tanger-Tétouan-Al Hoceïma   | Province de Tétouan               |
| Tanger-Tétouan-Al Hoceïma   | Province de Fahs-Anjra            |
| Tanger-Tétouan-Al Hoceïma   | Province de Larache               |
| Tanger-Tétouan-Al Hoceïma   | Province d'Al Hoceïma             |
| Tanger-Tétouan-Al Hoceïma   | Province de Chefchaouen           |
| Tanger-Tétouan-Al Hoceïma   | Province de Ouezzane              |
| L'Oriental                  | Préfecture d'Oujda-Angad          |
| L'Oriental                  | Province de Nador                 |
| L'Oriental                  | Province de Driouch               |
| L'Oriental                  | Province de Jerada                |
| L'Oriental                  | Province de Berkane               |
| L'Oriental                  | Province de Taourirt              |
| L'Oriental                  | Province de Guercif               |
| L'Oriental                  | Province de Figuig                |
| Fès-Meknès                  | Préfecture de Fès                 |
| Fès-Meknès                  | Préfecture de Meknès              |
| Fès-Meknès                  | Province de Taza                  |
| Fès-Meknès                  | Province d’El Hajeb               |
| Fès-Meknès                  | Province d’Ifrane                 |
| Fès-Meknès                  | Province de Moulay Yaâcoub        |
| Fès-Meknès                  | Province de Séfrou                |
| Fès-Meknès                  | Province de Boulemane             |
| Fès-Meknès                  | Province de Taounate              |
| Rabat-Salé-Kénitra          | Préfecture de Rabat               |
| Rabat-Salé-Kénitra          | Préfecture de Salé                |
| Rabat-Salé-Kénitra          | Préfecture de Skhirate-Témara     |
| Rabat-Salé-Kénitra          | Province de Kénitra               |
| Rabat-Salé-Kénitra          | Province de Khémisset             |
| Rabat-Salé-Kénitra          | Province de Sidi Kacem            |
| Rabat-Salé-Kénitra          | Province de Sidi Slimane          |
| Béni Mellal-Khénifra        |                                   |
| Province de Béni-Mellal     |                                   |
| Province d'Azilal           |                                   |
| Province de Fquih Ben Salah |                                   |
| Province de Khénifra        |                                   |
| Province de Khouribga       |                                   |
| Casablanca-Settat           | Préfecture de Casablanca          |
| Casablanca-Settat           | Préfecture de Mohammédia          |
| Casablanca-Settat           | Province d'El Jadida              |
| Casablanca-Settat           | Province de Nouaceur              |
| Casablanca-Settat           | Province de Médiouna              |
| Casablanca-Settat           | Province de Benslimane            |
| Casablanca-Settat           | Province de Berrechid             |
| Casablanca-Settat           | Province de Settat                |
| Casablanca-Settat           | Province de Sidi Bennour          |
| Marrakech-Safi              | Préfecture de Marrakech           |
| Marrakech-Safi              | Province de Chichaoua             |
| Marrakech-Safi              | Province d'Al Haouz               |
| Marrakech-Safi              | Province d'El Kelaâ des Sraghna   |
| Marrakech-Safi              | Province d'Essaouira              |
| Marrakech-Safi              | Province de Rehamna               |
| Marrakech-Safi              | Province de Safi                  |
| Marrakech-Safi              | Province de Youssoufia            |
| Drâa-Tafilalet              |                                   |
| Province d'Errachidia       |                                   |
| Province de Ouarzazate      |                                   |
| Province de Midelt          |                                   |
| Province de Tinghir         |                                   |
| Province de Zagora          |                                   |
| Souss-Massa                 | Préfecture d'Agadir Ida-Outanane  |
| Souss-Massa                 | Préfecture d'Inezgane-Aït Melloul |
| Souss-Massa                 | Province de Chtouka-Aït Baha      |
| Souss-Massa                 | Province de Taroudant             |
| Souss-Massa                 | Province de Tiznit                |
| Souss-Massa                 | Province de Tata                  |
| Guelmim-Oued Noun           | Province de Guelmim               |
| Guelmim-Oued Noun           | Province d'Assa-Zag               |
| Guelmim-Oued Noun           | Province de Tan-Tan               |
| Guelmim-Oued Noun           | Province de Sidi Ifni             |
| Laâyoune-Sakia El Hamra     | Province de Laâyoune              |
| Laâyoune-Sakia El Hamra     | Province de Boujdour              |
| Laâyoune-Sakia El Hamra     | Province de Tarfaya               |
| Laâyoune-Sakia El Hamra     | Province d'Es-Semara              |
| Dakhla-Oued Ed-Dahab        | Province d'Oued Ed-Dahab          |
| Dakhla-Oued Ed-Dahab        | Province d'Aousserd               |

## La région en tant que collectivité territoriale
La région dispose d'un organe délibérant, le conseil régional élu, d'un organe exécutif, le président, élu par l'assemblée. L'action régionale s'exécute sous le contrôle du wali de la région, représentant le pouvoir central. Le monarque nomme les walis sur proposition du chef du gouvernement.

### Organisation

#### Organe délibérant: le conseil régional
Le conseil régional est l'assemblée délibérante de la région, élue au suffrage universel direct par les électeurs de la région. À l'instar des autres collectvités territoriales, ses membres sont élus pour une durée de six ans.
L'article 73 de la loi organique no 59-11, relative à l'élection des membres des conseils des collectivités territoriales, fixe le nombre des membres du conseil régional proportionnellement à la population de chaque région. Ainsi, le tableau ci-après résume les dispositions de l'article cité.
| Population                   | Nombre de conseillers régionaux |
| ---------------------------- | ------------------------------- |
| Inférieure à 250 000         | 33                              |
| entre 250 001 et 1 000 000   | 39                              |
| entre 1 000 001 et 1 750 000 | 45                              |
| entre 1 750 001 et 2 500 000 | 51                              |
| entre 2 500 001 et 3 000 000 | 57                              |
| entre 3 000 001 et 3 750 000 | 63                              |
| entre 3 750 001 et 4 500 000 | 69                              |
| dépassant 4 500 001          | 75                              |

Selon la loi organique no 111-14, les membres du bureau du conseil régional sont élus juste après l’élection du président. Les mêmes conditions d’incompatibilité leur sont appliquées. L'article 28 dispose qu'un minimum de trois commissions doivent être instaurées juste après l'approbation du statut intérieur. Ces commissions seront chargées de l'étude des questions budgétaires, du développement économique, social et environnemental, de l'aménagement de l'espace. Selon l'article 36, le conseil se réunit annuellement en trois sessions ordinaires : mars, juillet et octobre. Ces sessions se tiendront en présence du wali (représentant du pouvoir central) ou de son délégué, et de toute autre personne relevant d'autres administrations à titre consultatif. La durée de chaque session ne peut excéder quinze jours (article 37), qui peut être prorogé pour une même période.

#### Organe exécutif: le président
L’organe exécutif a pour rôle de préparer et d’exécuter les délibérations. Il occupe en réalité une place centrale car il est le chef de l’administration locale. Cette fonction est attribuée au président du conseil régional.
Le président du conseil régional est élu lors de la première réunion du conseil régional qui suit l'élection de l'assemblée. L'élection a lieu à la majorité absolue des membres du conseil pour une durée de 6 ans. Si cette condition de majorité n'est pas satisfaite à l'issue des deux premiers tours, la majorité relative suffit lors du troisième tour. En cas d'égalité des voix, l'élection est acquise au bénéfice de l'âge. Pour l'élection, l'assemblée ne peut valablement délibérer si les deux tiers des conseillers au minimum ne sont pas présents.

#### Situation en 2015
| Région                    | Wali                | Président          | Président              | Conseil régional                | Conseil régional | Pourcentage PIB (2013) |
| Région                    | Wali                | Nom                | Appartenance politique | Nombre de conseillers régionaux | nombre d'agents  | Pourcentage PIB (2013) |
| ------------------------- | ------------------- | ------------------ | ---------------------- | ------------------------------- | ---------------- | ---------------------- |
| Tanger-Tétouan-Al Hoceïma | Mohamed El Yaacoubi | Ilyas El Omari     | PAM                    | 63                              | -                | 8,9 %                  |
| L'Oriental                | Mohamed Mhidia      | Abdenbi Bioui      | PAM                    | 51                              | -                | 4,5 %                  |
| Fès-Meknès                | Saïd Zniber         | Mohand Laenser     | MP                     | 69                              | -                | 9,1 %                  |
| Rabat-Salé-Kénitra        | Abdelouafi Laftit   | Abdessamad Sekkal  | PJD                    | 75                              | -                | 15,8 %                 |
| Béni Mellal-Khénifra      | Mohamed Derdouri    | Brahim Moujahid    | PAM                    | 57                              | -                | 6,6 %                  |
| Casablanca-Settat         | Khalid Safir        | Mustapha Bakkoury  | PAM                    | 75                              | -                | 32,2 %                 |
| Marrakech-Safi            | Mohamed Moufakir    | Ahmed Akhchichine  | PAM                    | 75                              | -                | 9,5 %                  |
| Drâa-Tafilalet            | Mohamed Fanid       | El Habib Choubani  | PJD                    | 45                              | -                | 3 %                    |
| Souss-Massa               | Zineb El Adaoui     | Ibrahim Hafidi     | RNI                    | 57                              | -                | 6,4 %                  |
| Guelmim-Oued Noun         | Mohamed Benribak    | Abderrahim Bouaïda | RNI                    | 39                              | -                | 1,3 %                  |
| Laâyoune-Sakia El Hamra   | Bouchaab Yahdih     | Hamdi Ould Rachid  | Parti de l’Istiqlal    | 39                              | -                | 1,5 %                  |
| Dakhla-Oued Ed Dahab      | Lamine Benomar      | Khayyat Yanja      | Parti de l’Istiqlal    | 33                              | -                | 1,0 %                  |

### Domaines de compétences
Selon l'article 140 de la Constitution, les collectivités territoriales ont des compétences propres, des compétences partagées avec l'État et celles qui leur sont transférables par ce dernier sur la base du principe de subsidiarité.
D'autre part, la constitution a doté les régions et les autres collectivités territoriales de ressources financières propres et de ressources financières affectées par l'État (Article 141) . Tout transfert de compétences de l'État vers les collectivités territoriales doit s’accompagner d’un transfert des ressources correspondantes.
Elle aussi inciter à créer, pour une période déterminée, au profit des régions, un fonds de mise à niveau sociale destiné à la résorption des déficits en matière de développement humain, d’infrastructures et d’équipements. Elle crée également un fonds de solidarité interrégionale visant une répartition équitable des ressources, en vue de réduire les disparités entre les régions.
La loi organique no 111-14 precise les compétences propres des régions, les compétences partagées avec l'État, et les compétences transférables (articles 80-95).

#### Compétences propres
- Développement régional : développement économique, formation professionnelle, formation continue et emploi, développement rural, transport régional, conservation du patrimoine culturel de la région, gestion des parcs régionaux, etc.
- Aménagement du territoire : élaboration du plan régional d'aménagement de territoire.

#### Compétences partagées
- Développement économique : Amélioration de l'attractivité régionale pour les investissements, emploi, recherche scientifique.
- Développement rural : création de pôles agricoles, électrification et adduction d'eau potable aux villages isolés, etc.
- Développement social : promotion de l'habitat social, sports et loisirs, etc.
- Environnement : gestion des ressources naturelles, et lutte contre la pollution et la désertification, gestion des parcs protégés, et des forêts.
- Culture : valorisation du patrimoine régional, entretien des monuments, gestion des établissements culturels.
- Tourisme : Promotion du tourisme.

#### Compétences transférables
Ce sont des compétences étatiques qui seront graduellement transférées aux régions. Il s'agit notamment de :
- Équipements et infrastructures régionaux ;
- Industrie ;
- Santé ;
- Commerce ;
- Enseignement ;
- Culture ;
- Sport ;
- Énergie, eau et environnement.